# 役金
役金（やくきん）とは、江戸幕府が幕臣に支給した役職手当の1種。

## 概要
遠国奉行をはじめとする一部の役職に対して、役料とは別個に支給された。役料の代替とする見解もあるが、役料と役金が併給されている例もあり、別系統に属する手当であったと考えられている。主に地方勤務の役人に支給され、奉行だけではなく中級の組頭などにも給されていた。『吏徴』によれば、長崎奉行には3000両、長崎・浦賀・佐渡の各奉行支配組頭には100両、新潟奉行支配組頭には70両、摂河州堤奉行兼廻船改役には80両、京都御入用取調役には25両、日光奉行支配吟味役には10両、御膳所組頭・奥御膳所組頭に各20両などを支給している。
慶応3年9月26日（1867年10月23日）に江戸幕府は旗本・御家人に対する軍役を廃して代わりに所領収益の半分を軍役金として徴収する制度を導入するとともに、布衣以上の役料・足高・役料・役扶持を全て役金に統一する改革を行った。主なものとして老中に1万両、老中格が5000両、若年寄・側用人が4000両、留守居・陸軍奉行並・海軍奉行並・外国総奉行並・大目付・町奉行・勘定奉行にそれぞれ2500両などがされることとなった（ただし、所領の禄高によって支給制限がある）。軍役金徴収と役金支給は年4回（3・6・9・12月）に行われることになっていたが、翌月に大政奉還が行われたため、ほとんど機能することなく終わった。
ただし、「役金」には上記のものと違う意味合いで用いられる場合もあり、例えば肝煎名主への給金や両替屋への賦課、池などで漁猟をする者への「池魚役」などの賦課などで「役金」という言葉が使われる例があった。